# Хуссейн Хегази
Хассан «Хуссейн» Хегази (14 сентября 1891 — 20 октября 1958 или 1961) — египетский футболист и тренер 1910-х и 1920-х.

## Биография
Играя на позиции нападающего, Хусейн Хегази представлял египетскую сборную. Он участвовал в Олимпийских играх 1920 года, забив гол в матче против Югославии, и в Олимпийских играх 1924 года, забив гол в матче против Венгрии. Его лучшим достижением на турнире был четвертьфинал в 1924 году.
Хегази родился в Египте, но летом 1911 года уехал учиться на инженера в Университетском колледже Лондона. Кроме того, он играл в футбол за клуб «Далич Хэмлет» и в том же году сыграл один матч за «Фулхэм» против «Стокпорт Каунти». В этой игре ему удалось забить гол, внеся свой вклад в победу со счётом 3:1, таким образом, он стал первым африканским футболистом, забивавшим в чемпионате Англии (во Втором дивизионе). В 1912 году он также сыграл один матч за «Миллуолл». С 1912 по 1914 год он играл за «Далич Хэмлет».
Затем в 1914 году он вернулся в свою страну и присоединился к клубу «Секка», где играл в течение одного сезона, а затем с 1915 по 1931 год он играл в составах двух клубов («Замалек» и «Аль-Ахли Каир»), но ничего с ними не выиграл. Кроме того, он был первым капитаном «Аль-Ахли».
В период между 1920 и 1924 годами Хегази был играющим тренером сборной Египта.